# Таинственный рыцарь
Таинственный рыцарь (итал. Il cavaliere misterioso) — итальянский исторически-приключенческий фильм 1948 года, поставленный режиссером Риккардо Фреда с Витторио Гассманом в роли Казановы.

## Сюжет
Чтобы спасти жизнь брата, секретаря догарессы (жены дожа), несправедливо обвиненного в краже письма, что её компрометирует, Джакомо Казанова обещает догарессе найти письмо. Она дает ему месяц, после окончания которого брат будет казнен. В письме говорится о присоединении Венеции к тайному союзу против России. Получив от брата адрес и перстень, Казанова отправляется в Вену, где жила любимая женщина его брата Хильда, которая теперь умерла. Казанова знакомится с девушкой, которая вышла из этого дома; он настойчиво зовет ее на свидание, но она не приходит. Ночью Казанова перелезает через стену, окружающую дом. После схватки с охранниками Казанова попадает на тайное собрание заговорщиков-славян, где его принимают за своего из-за перстня, принадлежащий Хильде, которая принимала участие в заговоре. Главарь заговорщиков граф Ипатьев даже раздумывает поручить Казанове доставку злополучного письма в собственные руки императрицы Екатерине II. Ипатьев рассчитывает, что императрица опубликует письмо, чтобы с наслаждением отомстить дожу и догарессе, лишив их уважения всей Европы. Однако, прислушавшись к совету заговорщика на фамилию Польский, он спохватывается и запер письмо в сейф.
На большом приеме, устроенном Ипатьевым, Казанова галантно ухаживает за хозяйкой, графиней Паолой, и узнает в ее спутницы незнакомку, что не пришла на назначенное свидание, — молодую Елизавету. И позволяет ему ночью пробраться в дом. Казанова запомнил комбинацию сейфа — но, увы, сейф пуст. Казанову застает Польский, и они дерутся на дуэли. Убив Польского, Казанова убегает, проскользнув через альков Паолы. Позже на почтовой станции по дороге в Санкт-Петербург он знакомится с графом Леманном (Джианна Мария Канале), который на самом деле оказывается графиней, к тому же хорошенькой. Казанова пытается ее соблазнить, но его оглушает слуга графини. Графиня выполняет свою секретную миссию и передает письмо Екатерине II. На охоте Казанова приходит на помощь императрице, что упала с лошади. Он отводит Катерину в покое и успевает подменить письмо. Собрав у себя всех иностранных послов, Екатерина II вслух зачитывает письмо. Однако оно оказывается ироничной запиской Казановы, адресованное императрице.